# Ariogala
Ariogala est une ville de Lituanie ayant en 2005 une population d'environ 3 300 habitants.

## Histoire
En 1941, tous les Juifs d'Ariogala et des villages voisins sont rassemblés et emprisonnés dans un Ghetto. À la fin du mois d'août, environ 700 Juifs, hommes femmes et enfants seront exécutés dans un champ proche du village. Cet évènement s'inscrit dans ce qu'on appellera la Shoah par balles.

## Personnalités liées
- David Chabas (1895-1996), éditeur, écrivain et peintre né à Ariogala et ayant émigré en France.